# 597 Bandusia
597 Bandusia è un asteroide della fascia principale del diametro medio di circa 36,06 km. Scoperto nel 1906, presenta un'orbita caratterizzata da un semiasse maggiore pari a 2,6735042 UA e da un'eccentricità di 0,1427826, inclinata di 12,81469° rispetto all'eclittica.
Il nome si riferisce alla fonte Bandusia, citata dal poeta latino Quinto Orazio Flacco nelle sue Odi.